# 2002年北京凯迪克大酒店火灾
2002年北京凯迪克大酒店火灾是一起2002年7月13日晚22时48分在北京市朝阳区北辰东路18号凯迪克大酒店1020房间发生的火災，因未成年人玩火引燃房间内可燃物所致，共导致3人窒息死亡（均为未成年），直接经济损失20余万元人民币。由于此次火灾的2名肇事者和2名遇难者为香港居民，另一名遇难者为韩国公民，再加上《最高人民法院关于审理人身损害赔偿案件适用法律若干问题的解释》于事发后近2年才正式实施，此次火灾的赔偿案曾因赔偿标准等因素造成一定争议。

## 背景
发生火灾的凯迪克大酒店最初为1994年（第六届）远东及南太平洋残疾人运动会的运动员村“远南大厦”（也称“远南饭店”），建筑由北京市建筑设计研究院设计，高度87米，1992年10月26日开工，1994年7月竣工，在远南运动会闭幕后由中航技购置并于1995年5月对酒店部分进行装修改造，1995年8月开始试营业。

## 过程
2002年7月13日22时04分，一支由51人组成的香港中学生遊學團入住凯迪克大酒店，准备参加为期15天的普通话交流课程。
22时07分，该团中的两名香港男学生邓某（时年12岁）、李某（时年14岁）入住1020房间，此后二人将该房间北侧靠墙茶几上烟灰缸内的火柴取出并反复划火柴玩耍，又将火柴盒芯连同剩余火柴棍扔进烟灰缸点燃。22时45分许，李某的父亲到酒店为李某送电话卡，李某接到其父从酒店大堂打来的电话后匆匆下楼，邓某在陪同李某下楼前用手试图扇灭烟灰缸内的火柴盒残体，但并未熄灭，又用嘴试图将火吹灭，在没有完全确认火是否已熄灭时便拔出房卡前往大堂。
22时48分，酒店消防中控室接到1020房间烟感探测器所报火警，事后对现场的调查分析表明起火点位于1020房间北墙茶几下。而在23时03分，1024房间住客向北京市消防局调度指挥中心报警称“凯迪克大酒店10层着火，过道烟大”，消防队随后赶到并扑灭明火，但仍有浓烟不断从酒店冒出。7月14日凌晨0时30分左右，3名伤员（其中2人为住在1022房间的香港女学生，分别是17岁的寶血會上智英文書院中五生和12岁的聖保祿中學中一生，另一人为住在楼道对面1021房间的韩国籍10岁女童）被消防人员从酒店救出，并在现场接受了急救中心医务人员的紧急救治，随后被送往附近的安贞医院抢救，但其中2名香港女学生于14日经抢救无效死亡，另一名韩国女童则在昏迷数日后不治。
值得一提的是，2002年中国足球甲A联赛第九轮赴京客战波导战斗队的上海中远队在事发当天下榻于凯迪克酒店，但下午的比赛结束后于当晚20时许即离店，逃过一劫，而在火灾发生当时，酒店内仍住有部分赴京采访比赛的上海记者和一些韩国游客。

## 原因调查
事发后不久，因1020房间两名住客在火灾发生前曾为数码相机充电，变压器漏电曾被认为是本次火灾的成因，但该房间住客邓某在事发前已将房卡拔走，从而使全屋无电。1020房间的两名住客在各自监护人的陪同下接受警方调查时，承认曾在事发房间内划火柴戏耍，并在没有确定是否在室内留有火警隐患后离开房间。7月17日，北京市公安局通报称此次火灾为“入住该酒店1020房间的香港游学团成员、男童邓某和李某在房间内玩火柴所致”。
而在调查过程中，凯迪克大酒店在设计上存在的安全隐患也被披露。起火的1020房间及其隔壁1022房间均在窗帘盒南侧设有灯池，两房间中间墙壁北侧上角有一个直径11厘米的圆形孔洞，使两房间灯池内部相通，火灾发生时，起火房间在封闭状态下气压较高，使得烟雾通过灯池间的孔洞快速扩散至1022房间，致使该房间两名女学生窒息死亡。根据1995年版《高层民用建筑设计防火规范》第5.2.5条，管道穿过隔墙、楼板时，应采用不燃烧材料将其周围的缝隙填塞密实，但当时凯迪克大酒店并未遵循该规范。
此外，在远南大厦1995年改建为凯迪克大酒店时，当时的建筑相关标准并未规定必须安装水喷淋灭火系统，而只要求必须安装火警探头，按当时的设计规范属于合格，但此后修订的设计规范不溯及既往，对于规范修订前一次验收合格但在修订后属于不合格的建筑无法监督整改。根据消防部门对酒店标准间提取织物样本的極限氧指數检测，扶手椅坐垫外层装饰布（含棉化纤）及内填充物（聚氨酯泡沫）、厚窗帘（涤棉）以及纱帘（针织化纤）的LOI均低于21%，属易燃材料。
而酒店管理层在此次火灾发生后亦存在处理失当的问题：中控室值班员在1020房间报火警后立即到该房间确认，发现烟气从门缝外溢后用对讲机通过中控室与客房服务员联系打开房门，但当时10层的楼层服务员并不在本层，中控室也并未立即向消防部门报警。当晚多名住客自发疏散至酒店外，并未听到消防广播系统发出的疏散信号，酒店方面亦未对起火楼层人员疏散情况进行检查，导致3人未能被疏散且未被及时发现，最终窒息死亡。楼层服务员打开房门后，在场工作人员使用灭火器自行扑救，但烟雾甚至已遍及酒店一层大堂。

## 赔偿

### 香港女学生赔偿案
2002年8月，两名港籍遇难女学生的家长致函香港中联办求助，称他们得到的有关调查报告只提及责任人是两名玩火的男童，但肇事男童年龄仅有12、14岁，无须负刑责，而其它相关的责任人一概没有提出，且调查报告的内容并非事实的全部，该报告并未提及肇事酒店防火设备的缺漏、职员火灾意识的薄弱、救援人员救人意识的缺乏。2003年6月，这两名遇难女学生的家长分别将中国航空技术进出口总公司、凯迪克大酒店，以及1020房间住客李某、邓某告上法庭，索赔人民币670.6万元，由北京市第二中级人民法院立案受理，但凯迪克大酒店只愿意赔偿5万元。此后，由于当时中国内地对于赔偿金依据何地生活标准计算并无明确说法，两家原告一度撤诉。
2003年12月公布、2004年5月1日实施的《最高人民法院关于审理人身损害赔偿案件适用法律若干问题的解释》指出，如赔偿权利人的住所地或者经常居住地人均可支配收入高于受诉法院所在地标准，死亡赔偿金可以按照其住所地或者经常居住地的相关标准计算。由此，上述两家原告于2005年5月再次提请民事诉讼，按香港收入标准将凯迪克大酒店及两名肇事学生告上法庭，提出死亡赔偿金每人240万港元（当时相当于248万余元人民币；如按死亡发生地北京的生活标准计算，每个死者的损害赔偿金仅为31万余元），以及惩罚性赔偿每人各50万元（中国内地当时暂无相关法律依据），总索赔金额达到692.7万元人民币。
2005年12月1日，该案在北京市第二中级人民法院开庭审理，被告三方均相互推诿事故责任。原告和被告两名男童的代理律师均认为凯迪克酒店因房间设计严重不符消防规定，且事发后又没有及时救助，应为事故主要责任方，而酒店方面依据消防局的火灾原因认定书，认为两名男童应负主要责任，并表示酒店“对火灾是间接责任”，孔洞问题在此次火灾后才暴露，且“酒店开业经政府有关部门批准，历年来获得消防验收合格证明和消防先进单位的表彰”。被告两名香港男学生的代理人则在庭上向两名遇难香港女学生的父母表示了歉意，当日法院并未宣判。

### 韩国女童赔偿案
2003年12月11日，此次火灾中遇难韩国女童的父母向北京市第二中级人民法院提起诉讼，根据韩国的生活水平、收入等情况要求中航技、凯迪克酒店和两名肇事男生支付人民币221万元，包括抢救费、医疗费、交通费、丧葬费、死亡赔偿金、误工费和精神损害赔偿金（死亡赔偿金和父母精神损害赔偿金共有196万元），但肇事男生之一邓某的代理律师表示赔偿额度过高，无法承受，且原告已过最迟2003年8月的诉讼时效。此外，被告方面认为遇难韩国女童的父母让未成年的女儿只身随团出境旅游，并单身居住酒店，也应承担责任，且精神赔偿应按案件受理法院所在地区标准计，而不应按韩国标准。凯迪克大酒店认为已垫付遇难韩国女童住院期间及死亡后各种费用共20.8万余元，且巨额索赔没有准确依据，中航技方面则认为“凯迪克大酒店是此案合法的独立的当事人，消防部门也未认定他们对事故负有任何法律责任”，法院应裁定自己不是被告。
2005年3月29日，该案在北京市二中院开庭审理，进行到质证阶段后，法官宣布休庭。同年12月1日，该案再次开庭，同样未进行宣判。

## 事后
本次火灾后，凯迪克大酒店于2002年7月18日恢复营业。但截至2005年，凯迪克大酒店已出现连续10年亏损，硬件损坏严重，管理不善，经营理念老化等种种问题，中航技决定更换该酒店的管理层，由同属中航旗下的深圳市格兰云天大酒店输出管理。2006年3月，凯迪克大酒店停业并开始大规模改造，2007年更名为北京凯迪克格兰云天大酒店，2007年10月15日重新开放。
事发后，北京市消防局紧急要求市内各大宾馆饭店在未成年人入住的房间撤走火柴、打火机等明火设备。2007年，北京市又要求市内宾馆饭店（尤其是奥运签约饭店）不主动提供剃须刀、剃须膏、火柴等非人人需要的用品，客人如需使用可向饭店索取。